# Карней
Карней (Карн) – е персонаж от древногръцката митология. Първоначално Карней е местно божество на плодородието – Ойкет („Основател“, „Домашен“). Почитан е в Спарта, в прорицалището на гадателя Криос, син на Теокъл. В него има статуя на Праксил – син на Европа и Зевс, възпитан от Аполон и Лето. Според друга версия самият Карн е прорицател, любимец на Аполон, убит случайно от Хипот, правнук на Херакъл.
В Древна Гърция Аполон е почитан и с прозвището Карнейски. Вероятно култовете към Карн и Аполон се сливат и Аполон приема и функциите на Карней под името Аполон Карнейски. Съществува и легенда, че гърците изсекли дряновите дръвчета, растящи в свещената горичка на Аполон, за да построят Троянския кон, но уплашени от гнева на божеството, го умилостивяват с жертвоприношения и започват да го почитат под името Аполон Карней
| „                                      | ...заради дряновите дръвчета (кранеи), като по някакъв древен обичай размествали мястото на буквата „ро“. ... | “ |
| Павзаний, Описание на Елада III, 13, 5 | |   |

Аполон Карнейски е почитан първо в Спарта (една от функциите му там е покровител на кучетата), по-късно и на о-в Санторин (Тера) и в Кирена. В Спарта на него е посветен празника Карнея, посветени му са статуи в Сикион, Гитион и другаде, дървена статуя в Ойтилос, храм в планината Кнакадий, свещена гора във Фари, Месения и т.н.